# 서울 안양암 명부전 시왕도 및 사자도
서울 안양암 명부전 시왕도 및 사자도(서울 安養庵 冥府殿 十王圖 및 使者圖)는 서울특별시 종로구 창신동, 안양암에 있는 일제강점기의 불화이다. 2004년 9월 30일 서울특별시의 문화재자료 제18호로 지정되었다.

## 개요
이 그림들은 명부전 좌우에 걸려 있는 작품으로 시왕도와 일직․월직사자도 및 인왕도로 이루어져 있다.
시왕도는 좌우 각각 4개의 그림을 하나의 판에 그리고 1개는 별도의 판에 그려 따로 걸은 점이 특징이다. 시왕은 죽은 뒤의 세계인 명부(冥府)에서 망자(亡者)를 재판하는 10명의 대왕, 즉 진광대왕(秦廣大王)ᆞ초강대왕(初江大王)ᆞ송제대왕(宋帝大王)ᆞ오관대왕(五官大王)ᆞ염라대왕(閻魔大王)ᆞ변성대왕(變成大王)ᆞ태산대왕(泰山大王)ᆞ평등대왕(平等大王)ᆞ도시대왕(都市大王)ᆞ오도전륜대왕(五道轉輪大王) 등의 총칭이다.
안양암 명부전 시왕도는 제1왕 진광대왕ᆞ제3왕 송제대왕ᆞ제5왕 염라대왕ᆞ제7왕 태산대왕ᆞ제9왕 도시대왕이 향우측에, 제2왕 초강대왕ᆞ제4왕 오관대왕ᆞ제6왕 변성대왕ᆞ제8왕 평등대왕ᆞ제10왕 오도전륜대왕이 향좌 측에 배치되어 있다.
시왕도의 제1왕도에는 진광대왕의 모습이 묘사되어 있다. 성곽을 중심으로 화면을 상ᆞ하단으로 나누어 상단에 그림의 주인공인 진광대왕의 모습을 크게 그리고 하단에는 지옥중생을 교화하려는 지장보살과 형벌을 기다리는 죄인과 발설지옥(拔舌地獄)을 그렸다.
제2도는 시왕 중 두 번째 왕으로 초강(初江) 가에 관청을 세우고서 죽은 지 14일째 되는 중생들의 도하(渡河)를 감시하는 역할을 맡는 초강왕(初江王)의 모습을 그린 그림인데 구도는 제 1도와 유사하다. 그림 상단에는 초강대왕이 원유관을 쓰고 수염을 잡은 채 책상에 앉아 있는 한편 책상 앞에 판관, 녹사, 사자, 장군이 붓 또는 홀을 잡고 서 있는 모습들이 그려져 있다. 하단에는 지장보살과 죄인, 죄인을 가마솥에 삶는 확탕지옥(鑊湯地獄)의 모습이 그려져 있다.
제3왕도는 죽은 이의 삼칠일(三七日)의 일을 관장하는 왕으로 대지옥 안에 별도의 16지옥을 두고 죄의 경중을 가려 죄인을 각각의 지옥으로 보내는 일을 맡고 있는 송제왕(宋帝王)의 모습을 그린 그림이다. 이 그림 역시 제 1ᆞ2도와 구도는 유사하다. 상단에는 송제대왕이 머리에 면류관을 쓰고 합장을 하고 있는 모습이 그려져 있고 하단에는 망자(亡者)가 추장지옥(抽腸地獄)으로 끌려가는 모습이 표현되어 있다.
제4왕도는 죽은 이의 사칠일(四七日)에 그 죄업의 경중을 업칭(業秤)에 달아 5형(五刑)을 가하는 오관왕(五官王)의 모습을 그린 그림인데, 상단에는 원유관을 쓴 채 수염 끝을 잡고 있는 오관대왕을 그리고 하단에는 철상지옥(鐵床地獄)과 이를 지키는 사자의 모습을 표현하고 있다.
제5왕도는 죽은 이의 오칠일(五七日)에 업경(業鏡)에 생전의 죄를 비추어 벌을 주는 염라대왕(閻魔大王 : 일명 염라대왕)의 모습을 그린 그림이다. 그림 상단에는 염라대왕과 망자(亡者)의 생전업이 나타난 업경대(業鏡臺)가 그려져 있고 하단에는 망자가 좌대지옥(剉碓地獄)으로 끌려가는 모습이 그려져 있다.
제6왕도는 죽은 이의 육칠일(六七日)에 오관왕과 염마왕 앞에서 재판을 받고도 죄가 남은 사람을 지옥에 보내 벌을 받게 하는 일을 맡고 있는 변성왕(變成王)을 그린 그림이다. 그림 상단에는 원유관을 쓴 변성대왕이 책상 앞에 앉아 있는 모습을 그렸고 하단에는 판관이 망자에게 생전의 죄목을 조목조목 알려주는 장면과 도산지옥(刀山地獄)의 모습이 묘사되어 있다.
제7왕도는 죽은 이의 칠칠일(七七日)에 천, 인, 아수라, 귀신, 축생, 지옥 등의 6도를 앞에 두고 망자(亡者)의 죄업에 따라 생처(生處) 혹은 지옥에 보내는 일을 관장하는 태산대왕(泰山大王)을 그린 그림이다. 그림 상단에는 원유관을 쓴 태산대왕이 수염을 잡고 위엄있게 앉아 있는 모습을 그리고 하단에는 한빙지옥(寒氷地獄)의 모습을 표현했다. 이 그림은 그림 상단과 하단의 경계에 산수를 그려 넣은 점이 특징적이다.
제8왕도는 죽은 이의 100일째 일을 관장하는 왕으로서 공평하게 죄업을 다스린다는 뜻에서 평정왕(平正王)으로도 불리는 평등왕(平等王)의 모습을 그린 그림이다. 상단에는 원유관을 쓴 평등대왕이 한 손을 책상 앞에 놓은 채 앉아 있는 모습을 그리고 하단에는 망자가 압석지옥(壓石地獄)으로 끌려가는 모습을 표현했다.
제9왕도는 죽은 이의 1주기일을 관장하는 왕인 도시왕(都市王)을 그린 그림인데, 상단에는 투구를 쓴 도시대왕의 모습을 그리고 하단에는 거해지옥(鉅解地獄)의 모습이 그려져 있다.
제10왕도는 죽은 이의 3주기 일을 맡고 있는 오도전륜왕(五道轉輪王)의 모습을 그린 그림이다. 망자는 죽은 후 여러 왕을 거치며 그 죄를 심판받고 최후로 오도전륜왕 앞에 이르러 다시 태어날 곳을 결정 받게 된다고 한다.
그림 상단에는 투구를 쓴 오도전륜왕의 모습이 그려져 있고 하단에는 망자의 업의 결과대로 육도지옥(六途地獄)으로 보내지는 장면이 그려져 있다.
그림의 위쪽에는 각 왕의 이름을 적고 화기를 남겨놓았다. 그 내용은 다음과 같다.
<제1 태광대왕>
(상단) 第一泰廣大王拔舌地獄 庚午生 경오 辛未生 신미 壬申生 임신 癸酉生 계유 甲戌生 갑술 乙亥生 을히
<제2 초강대왕>
(상단) 第二初江大王 鑊湯地獄 戊子生 무자 己丑生 긔츅 庚寅生 경인 辛卯生 신묘 壬申生 임신 癸巳生 계사
(하단) 施主秩 淸信女 安氏安樂願 金氏聖進行 張氏慈悲行 高氏向西行 李氏普賢行 金氏大信行 金氏極樂願 乾命戊辰生朴永元 坤命乙亥生金氏 長子甲午生朴允植 乾命癸巳生朴氏 童女甲寅生禹景淑 坤命丁未生李氏 坤命癸酉生趙氏 坤命 □□生洪氏 坤命□□生崔氏 坤命癸酉生李氏 坤命癸丑生李氏 坤命丁卯生朴氏 坤命壬戌生李氏 坤命己卯生金氏 坤命庚申生金氏 坤命□□生洪氏 坤命丙辰生陳氏 坤命辛未生高氏 坤命己酉生金性淑 坤命己巳生金氏 坤命庚午生安氏 坤命庚申生申氏 坤命乙丑生柳氏 乾命乙卯生林氏 乾命己丑生丁氏 乾命甲申生李氏 乾命己酉生朴氏 乾命癸未生裵東植 乾命丙午生裵丙埈 乾命壬午生裵東翊 乾命 淸信女 黃氏普
覺華 李氏晩惺行 崔氏光明華 金氏萬德華 金氏萬行圓 乾命辛仁植 童子李鳳龍
<제3송 송제대왕>
(상단) 第三宋帝大王抽腸地獄 壬午生 임오 癸未生 계미 甲申生 갑신 乙酉生 을유 丙戌生 병술 丁亥生 뎡희 
<제4 오관대왕>
(상단) 第四五官大王鐵床地獄 甲子生 갑자 乙丑生 을츅 丙寅生 병인 丁卯生 뎡묘 戊辰生 무진 己巳生 긔사
(하단) 世尊應化二千九百四十九年壬戌十月初四月起始 癸亥十八日點眼 奉安 于京城府昌信洞百參十番地 三角山安養 庵 緣化秩 證明比丘 貫虛 天日 晦明 □昇 晴湖 學密 錦海 擎皓 畵師 比丘 古山 竺迫 鶴松 學訥 誦呪 信士 金正因 李寶月 李性月 李光明 申沈虛 韓如如 朴寶峰 朴雲樵 朴淨行 全性坡 李正信 邊沈然 庚坦冕 李寶憧 沙彌 全璟淳 李仁相 都監 比丘 養鶴 太俊 別座 信士 白蓮心 供司 信士 徐德雲 李丙王 畵記 比丘 寶潭 奎冕 沙彌 能相 化主住持 比丘 養鶴 太俊
<제5 염라대왕>
(상단) 第五閻羅大王 剉碓地獄 庚子生 경자 辛丑生 신츅 壬寅生 임인 癸卯生 계묘 甲辰生 갑진 乙巳生 을사 
<제5 염라대왕～제7 태산대왕>
(하단) 淸信女乙酉生李氏性德行 淸信女甲戌生 金氏悟眞行 淸信女庚寅生金氏實相行 淸信女庚午生 吳氏淸淨行 淸信女壬寅生李氏正意行 淸信女丙辰生 李氏正德行 淸信女乙丑生申氏開明華 淸信女戊申生 邊氏光明華 淸信女丙午生白氏光明日 淸信女丁巳生 金氏樂善行 淸信女辛酉生金氏極樂光 淸信女甲子生 金氏極樂願 淸信女丙辰生景氏勝椽心 淸信女丙子生 朴氏極樂願 淸信女壬戌生李氏觀音行 淸信女丁巳生 李氏極樂願 淸信女乙卯生禹氏白樹華 淸信女乙巳生 張氏大明華 淸信女丁未生金氏善德華 淸信女丁巳生 金氏□信行 淸信女壬戌生盧氏廣度行 淸信女辛酉生 金氏明善行 淸信女丁巳生金氏光明心 淸信女甲申生 裵氏大雲心 淸信女甲申生全氏淨願行 淸信女乙亥生 趙氏極樂願 淸信女丁巳生金氏光明心 淸信女乙卯生 金氏法華相 淸信女癸丑生李氏千佛華 淸信女乙丑生 劉氏淸淨日淸信女乙卯生朴氏法輪光 淸信女丙辰生 金氏極樂願 淸信女乙丑生崔氏金輪華 淸信女辛亥生 浪氏極樂願 淸信女丁巳生延氏極樂願 淸信女壬申生 李氏大連心 淸信女丙辰生魯氏極樂願 淸信女乙巳生 劉氏蓮華行 以此因緣功德生前壽 福死後不踏冥路 直往
極樂世界上品上生 見佛文法頓悟無 法忍普及於一切我 等與中衆當生極 樂國同見無量壽 皆共成佛道
<제6 변성대왕>
(상단) 第六變成大王 刀山地獄 丙子生 병자 정축生 뎡츅 戊寅生 무인 己卯生 기묘 庚辰生 경진 辛巳生 신사
(하단) 施主秩 淸信士 柳道修 龍淸信士 金香雲 淸信士 禹信天 淸信士 白蓮心
淸信士 金忠濟 淸信士 金圓惺 淸信士 金善空 乾命丁巳生金丙壽 乾命庚午生李完根 乾命乙未生金永春 乾命己未生金永煥 乾命丁亥生崔氏 乾命庚午生金氏 乾命戊子生全氏 乾命乙未生崔氏 乾命癸丑生丁氏 乾命丁巳生郭氏 乾命戊午生朴應先 乾
命甲寅生禹恒昇 乾命庚午生吳基永 乾命□□生方泰鄕 乾命□□生壬春奉 乾命□□生白普圓 乾命癸巳生吳氏 乾命乙卯生趙氏 乾命戊戌生李氏 乾命□□生劉景鍾 比丘 準行 淸信女戊辰生趙氏法華心 淸信女丙辰生 文氏圓覺成 淸信女丙辰生金氏法輪行 淸信女丁卯生 金氏竗月華 淸信女辛酉生李氏正慧華 淸信女□□生
裵氏竗智月 淸信女□□生崔氏善佛心 淸信女壬戌生 趙氏慧雲行 淸信女□□生康氏奉華行 淸信女□□生 金氏大信行 淸信女□□生金氏金蓮心 淸信女□□生
崔氏普明華 淸信女丙辰生孫氏 淸信女癸未生玄氏 淸信女己丑生鄭氏 淸信女甲午生閔氏 淸信女壬戌生尹氏 淸信女甲寅生洪氏 淸信女戊辰生孫氏 淸信女□□生趙氏同 明華 淸信女□□生玉氏滿圓行 淸信女□□生 張氏正慧行 淸信女□□生洪氏金智華 淸信女辛亥生 金氏大信行
<제7 태산대왕>
(상단) 第七泰山大王 寒氷地獄 甲午生 갑오 乙未生 을미 丙申生 병신 丁酉生 뎡유 戊戌生 무슐 己亥生 긔히
<제8평등대왕>
(상단) 第八平等大王 壓石地獄 丙午生 병오 丁未生 뎡미 戊申生 무신 己酉生 긔유 庚戌生 경슐 辛亥生 신히
(하단) 淸信女鄭氏普光華 淸信女高氏淨心華 淸信女卞氏正法蓮 淸信女崔氏光明華 淸信女孔氏淨眞行 淸信女朴氏上生華 淸信女金氏上品上生 淸信女李氏覺性生
淸信女林氏大慈月 淸信女林氏極樂願 淸信女申氏功德心 淸信女趙氏般若華 淸信女李氏萬善華 淸信女金氏萬法華 淸信女崔氏益盛心 淸信女金氏金輪行 淸信女李氏無碍行 淸信女金氏大願行 淸信女金氏圓滿行 淸信女金氏竗法華 淸信女尹氏竗法華 淸信女廉氏上品蓮 淸信女高氏 淸信女□辰生法華心 淸信女癸亥生李氏
淸淨行 乾命丁酉生金氏 長子甲申生金氏 坤命己丑生朴氏 童子□□生金光煥 乾命丙子生李氏 坤命辛酉生金氏 淸信女金氏普門行 淸信女韓氏太虛心 淸信女金氏善德華 坤命丁未生李氏 坤命丁卯生高氏 坤命癸亥生閔氏 坤命 己未生吳氏 坤命丁巳生金氏 坤命癸酉生朴氏 坤命癸丑生李氏 坤命己未生安氏 坤命 丁亥生孫氏
坤命癸巳生李玉貞 童女 辛亥生 文福董童女 甲寅生 文濟永 坤命 □□生 尹氏 坤命 □□生 張賢淑 坤命 壬辰生 安氏 坤命 戊寅生 梁氏 坤命 庚午生 裵氏 坤命 庚午生 韓氏 坤命 丙寅生 李氏 坤命 戊辰生 李氏 坤命 丁巳生 趙氏 坤命 丁卯生 崔氏 坤命 丙戌生 朴氏
<제9도시대왕>
(상단) 第九都市大王 鉅解地獄 壬子生 임자 癸丑生 계축 甲寅生 갑인 乙卯生 을묘 丙辰生 병진 丁巳生 뎡사
<제10전륜대왕>
(상단) 第十轉輪大王 六途地獄 壬子生 임자 己未生 긔미 庚申生 경신 辛酉生 신유 壬戌生 임슐 癸亥生 계히 
(하단) 施主秩 坤命癸未生金氏 坤命丁巳生池氏 坤命壬戌生吳氏 坤命戊辰生朴氏 坤命 己巳生金氏 坤命丁卯生李氏 坤命丙辰生陳氏 坤命 丙辰生林氏 乾命乙亥生李俊八 信女壬戌生李氏 坤命甲辰生方氏 乾命丁未生金庚植 乾命乙亥生崔鎭河 坤命乙酉生宋氏 長子戊辰生恒順伊 次子庚戌生景順伊 三子庚申生壽順伊 乾命壬申生普光月李氏 坤命辛巳生胡氏 普光華 信女己酉生李氏仁德心 信女癸酉生金氏

화기(畵記)에 의하면 시왕도는 1922년 고산(古山)ᆞ축박(竺迫)ᆞ학송(鶴松)ᆞ학눌(學訥) 등이 그렸다고 하는데 화풍을 보면 19세기말 서울ᆞ경기지역 시왕도의 도상을 그대로 따라 제작한 작품이다.
한편 일직ᆞ월직사자도 및 인왕도(日直ᆞ月直使者圖 및 仁王圖)의 경우는 시왕도 옆에 걸려 있는데, 일직사자도와 인왕도는 향우측, 월직사자도와 인왕도는 향좌측에 모셔져 있다. 그림의 가운데에 선을 긋고 한쪽에는 지옥사자, 한쪽에는 인왕의 모습을 그리고 있다. 화기(畵記)가 없어 정확한 제작연대와 화사를 알 수 없으나 이 역시 19세기말～20세기 전반 서울ᆞ경기지역에서만 유행하던 도상이므로 시왕도와 비슷한 시기에 조성된 것으로 보인다.
시왕도(十王圖) 및 사자도(使者圖) 전체가 완전하게 남아 있는 경우는 드문데, 안양암 명부전의 경우 전체가 완전하게 남아있고 고산(古山)의 화풍을 파악할 수 있는 작품이므로 문화재자료로 지정한다.

## 참고 자료
- 안양암명부전시왕도및사자도 - 국가유산청 국가유산포털